# Margaret Moore
Margaret Moore, död 1879, var en australisk lärare. Hon drev mellan 1833 och 1870 en av de främsta flickskolorna i Sydney. 
Moore var en katolsk immigrant från Irland till Australien. Hon grundade 1833 en flickskola i Sydney. I Sydney fanns sedan "Mrs Williams" skola från 1806 en stor mängd flickskolor, av vilka hennes främsta konkurrenter var Henrietta Dubosts skola (1833-1861), Mrs and Misses de Metz' flickpension (1833-1868) och Cooksey Sisters' Young Ladies' Academy på Carthona (1858-1874). Hon kunde emellertid hävda sig väl i konkurrensen, eftersom hon till skillnad från de övriga vände sig till stadens katoliker, medan de övriga uppfattades som till för protestanter, så hennes skola kom att bli den främsta flickskolan för Sydneys katolska överklass. Hon fick värdefullt stöd från Sydneys katolska tidning Freeman's Journal, och kunde 1857 flytta in i byggnaden Orwell House. Hon hade i genomsnitt mellan 30 och 40 elever. Hennes skola var framgångsrik i nästan fyrtio år; 1870 tvingades hon emellertid lägga ned den, och hyrde från 1873 ut rum. 